# Corte Palasio
Corte Palasio is een gemeente in de Italiaanse provincie Lodi (regio Lombardije) en telt 1544 inwoners (31-12-2004). De oppervlakte bedraagt 15,6 km², de bevolkingsdichtheid is 100 inwoners per km².
De volgende frazioni maken deel uit van de gemeente: Cadilana, Terraverde, Prada, Casellario.

## Demografie
Corte Palasio telt ongeveer 587 huishoudens. Het aantal inwoners steeg in de periode 1991-2001 met 25,5% volgens cijfers uit de tienjaarlijkse volkstellingen van ISTAT.
| Jaar | Inwoneraantal |
| ---- | ------------- |
| 1991 | 1190          |
| 2001 | 1493          |

## Geografie
Corte Palasio grenst aan de volgende gemeenten: Dovera (CR), Crespiatica, Lodi, Abbadia Cerreto, Cavenago d'Adda, San Martino in Strada.